# Mikael Kvist
Pierre Mikael Kvist, född 1 oktober 1960, är en svensk författare och elektroingenjör. Hans verksamhet är till största delen inom de andliga och paranormala områdena och utgår från hans övertygelse om egna klärvoajanta förmågor.

## Biografi
Mikael Kvist är inom svensk nyandlighet föreläsare och författare av tolv böcker och skrifter, som berör bland annat områden som ufologi, astrobiologi och utomjordiskt liv. Han anser sig ha medfödda mediala förmågor och egna beskrivna kontakter med existenser bortom den vanliga fysiska världen. Huvudverket är boken Tidkrigarna (1998) i två volymer. Han har även varit skribent i tidskriften Alphaomega och redaktör för Stjärnsundsnytt 1986–90, Vita vingar 1994–99, HIK-bladet 1997–99 samt verkat som illustratör och tecknare. 
Ursprungligen utbildad elektroingenjör inom styr- och reglerteknik har han även konstruerat en egen mätteknologi för kartläggning av paranormala psi-fenomen och system för jordstrålning, vilket också beskrivs i skriften Jordens kristallnät (1998). Bland hans första arbeten (1975–1977) kan nämnas en skrift om arkitekturens proportionella strukturer kring Cheopspyramiden i Egypten och han erhöll för det Förbundet Unga Forskares stipendium för medverkan vid Youth Science Forthnight i London 1977. Han var med och grundade Förbundet HIK (Hälsa-Individ-Kunskap), Akademin för Omniterapi och Paranormal Research Center of Sweden (PARCS).
Efter att i flera år ha varit vegetarisk kock och verksamhetsarrangör  i den nyandliga ekobyn i Stjärnsund i Dalarna (Stiftelsen Stjärnsund) sedan dess start i mitten av 1980-talet förestod han från 2004 den egna kursgården Svanåsen i Ödeshög i Östergötland, där han utförde arbete som helare och utvecklade en egen metod, kallad Änglahealing, samt en egen metod för meditation, kosmisk meditationsteknik, som han menar skiljer sig från andra meditationsformer på flera viktiga punkter, bland annat då den sägs vara inriktad på en kosmisk helhetsfunktion snarare än bara en individuell metod.
Fram till 2007 förestod han Akademin för Omniterapi, vilken integrerade samtalsterapi, energiterapi och beröringsterapier. Kvist har poängterat vikten av att utveckla en egen förmåga till klientsamverkan och betonat betydelsen av ett kritiskt förhållningssätt till kanaliseringsbudskap och vikten av fördjupad kunskap i samband med healingarbete, då han menar att vissa former av denna utövning också kan medföra vissa hälsorisker och obehag för den alltför okunnige utövaren. Han skrev i slutet av 1990-talet en serie omdebatterade artiklar i tidskriften Alphaomega om detta.

## Böcker och skrifter
- Mirjams bok (1992)
- Möte med Mirjam (1992)
- Marias röst (1994)
- Ärkeängel MiChaEl (1995)
- Drottning av kristall (1996)
- Tidkrigarna I – Den kosmiska komplotten (1998)
- Tidkrigarna II – Hemliga kunskapen om tiden (1998)
- Jordens kristallnät (1998)
- Kort och gott om knytt (1999)
- Kanalisering (1999)
- Naturväsen (1999)
- Healing (2003)

— [samtliga på: Förlag Spektra-Art]